# Референдум о вступлении Эстонии в Европейский союз
Эстонский референдум по членству в Европейском Союзе состоялся 14 сентября 2003 года, с целью определить, следует ли Эстонии присоединиться к Европейскому союзу (ЕС). Чуть более двух третей избирателей поддержали предложение и Эстония присоединилась к ЕС 1 мая 2004 года.

## Предыстория
Членство в Европейском Союзе было одной из главных целей внешней политики Эстонии с момента обретения независимости в 1991 году. Эстония была приглашена к переговорам по вступлению в ЕС в 1997 году. Ей было официально предложено присоединиться к союзу на саммите в Копенгагене в декабре 2002 года. Парламент Эстонии объявил, что референдум о членстве в ЕС пройдет в середине сентября 2003 года.

## Вопрос референдума
Вопрос, вынесенный на голосование, был одобрен правительством Эстонии в декабре 2002 года. Он звучал так:
Поддерживаете ли Вы вступление в Европейский Союз и принятие Закона о внесении изменений в Конституцию Эстонской Республики?

## Кампания
Опросы общественного мнения в первой половине 2003 года показывали довольно слабую поддержку членства в ЕС. Это убедило ведущих эстонских политиков, включая президента Арнольд Рюйтеля, премьер-министра Юхана Партса и спикера парламента Эне Эргма, в необходимости начать серьёзную кампанию в поддержку положительного результата голосования.
Экономика была одним из главных вопросов, обсуждаемых обеими сторонами в ходе кампании по проведению референдума. Сторонники вступления в ЕС говорили, что членство будет стимулировать экономический рост и создаст новые рабочие места, в то время как оппоненты заявляли, что вступление в ЕС может привести к замедлению роста экономики Эстонии. Противники также утверждали, что Эстония не должна идти прямо из одного союза (Советского Союза) в другой — ЕС.
Кампания в поддержку вступления в ЕС получила сильную политическую, финансовую и медиа поддержку. Центристская партия Эстонии была единственной ведущей партией, выступившей против вступления в ЕС. Плакаты в поддержку вступления преобладали; на одном из плакатов, созданном партией Res Publica, партия призывала эстонцев проголосовать «За» «для получения доступа к миллионам более сексуальных мужчин». Незадолго до голосования опросы показали возросшую поддержку членства в ЕС — 70 % опрошенных поддерживали идею вступления в ЕС.

## Результаты референдума
| За или против                          | Голоса  | %    |
| -------------------------------------- | ------- | ---- |
| За                                     | 369,657 | 66.8 |
| Против                                 | 183,454 | 33.2 |
| Все действительные голоса              | 553,111 | 100  |
| Недействительные/испорченные бюллетени | 2,724   | 0.5  |
| Количество проголосовавших/явка        | 555,835 | 64.1 |
| Зарегистрированные избиратели          | 867,714 | -    |
| Источник: EU Referendum 2003           |         |      |